# Locomotive CRFS 31-40
Le locomotive 31 ÷ 40 della Compagnia Reale delle Ferrovie Sarde erano un gruppo di locomotive a vapore a tender separato di rodiggio C.

## Storia
Le locomotive della serie 31 ÷ 40 furono costruite dalla Sharp, Stewart & Co. di Manchester dal 1881 al 1883 e poste in servizio sulle linee sociali.
Nel 1920, in seguito all'incorporazione della CRFS nelle Ferrovie dello Stato, le locomotive vennero classificate nel gruppo 186 con numeri 186.001 ÷ 010.